# 1660
1660 (MDCLX) var ett skottår som började en torsdag i den gregorianska kalendern och ett skottår som började en söndag i den julianska kalendern.

## Händelser

### Februari
- 13 februari – Karl X Gustav dör och efterträds som kung av Sverige av sin endast fyraårige son Karl XI, som därmed får en förmyndarregering. Enligt den avlidne konungens testamente skall denna bestå av följande personer:
  - Änkedrottning Hedvig Eleonora av Holstein-Gottorp
  - Riksmarsk – Hertig Adolf Johan av Pfalz-Zweibrücken
  - Riksdrots – Per Brahe d.y.
  - Rikskansler – Magnus Gabriel De la Gardie
  - Riksskattmästare – Herman Fleming
  - Riksamiral – Carl Gustaf Wrangel
- Februari
  - Den svenska förmyndarregeringen installeras. Då den till stor del består av kungens släktingar behåller kungafamiljen sitt inflytande på makten. Man beslutar att söka fred med Sveriges fiender. I ett additament till 1634 års regeringsform beslutas, att ständerna skall sammankallas vart tredje år.
  - En svensk här infaller i Norge och börjar belägra Fredrikshald.

### Mars
- 1 mars – Karl XI hyllas som omyndig kung.
- 5 mars – Riksdagen i Göteborg avslutas.
- 16 mars – I London upplöses det Långa parlamentet.

### April
- 23 april – Fred sluts mellan Sverige å ena sidan och Polen, Brandenburg och Österrike å den andra i klostret Oliwa nära Danzig. Häri avträder polske kungen Livland och alla anspråk på den svenska kronan, som polska kungar har haft sedan Sigismunds dagar i slutet av 1500-talet. Detta är Sveriges första fred med Polen, trots att stridigheterna mot landet började nästan hundra år tidigare (1563).

### Maj
- 8 maj – Brittiska parlamentet utropar Karl II till kung av England.
- 27 maj – Freden i Köpenhamn sluts mellan Sverige och Danmark. Trondheims län och Bornholm återlämnas till Danmark, varvid den svenska stormaktens dalande tillbakagång har inletts. Sverige begär också att från danskarna återfå fästningen Karlsborg i Cabo Corso, men det visar sig, att de redan har sålt den till Nederländerna. I övrigt bekräftas Roskildefredens bestämmelser från 1658.[1]
- 29 maj – Sedan de engelska och skotska parlamenten har beslutat att återupprätta monarkin, som har varit avskaffad sedan 1649, har tronpretendenten Karl II återkallats och på sin 30-årsdag håller han sitt intåg i London och utropas till kung av England, Skottland och Irland.

### Oktober
- Oktober – På adelns förslag utesluts hertig Adolf Johan och Herman Fleming ur den svenska förmyndarregeringen. På deras poster insätts Lars Kagg respektive Gustav Bonde. Därmed har kungamaktens inflytande i förmyndarregeringen börjat förminskas och adeln ökar åter sin makt.

### November
- 9 november – Erik Jönsson blir adlad med namnet Erik Dahlbergh.
- 28 november – Royal Society instiftas.

### Okänt datum
- Sveriges före detta drottning Kristina återvänder för att försöka återta Sveriges tron men misslyckas.
- Mariestad blir residensstad i Skaraborgs län.
- Kalmar domkyrka påbörjas. Arkitekten Nicodemus Tessin d.ä. har inspirerats av jesuitkyrkan Il Gesù i Rom.
- Holländarna intar Nagapattinam.

## Födda
- 19 februari – Friedrich Hoffmann, läkare och kemist.
- 15 mars – Olof Rudbeck den yngre, svensk vetenskapsman och upptäcktsresande.
- 16 april – Hans Sloane, brittisk samlare och naturforskare, grundare av British Museum.
- 2 maj – Alessandro Scarlatti, italiensk tonsättare.
- 28 maj – Georg I, kung av Storbritannien och Irland 1714–1727.
- 5 juni – Sarah Jennings, brittisk politiskt aktiv gunstling.
- 24 juli – Charles Talbot, 1:e hertig av Shrewsbury, brittisk statsman.
- September – Daniel Defoe, författare av bland annat Robinson Crusoe.
- 4 december – André Campra, fransk kompositör.
- Jeanne Dumée, fransk astronom och författare.

## Avlidna
- 2 februari – Govert Flinck, nederländsk konstnär.
- 10 februari – Judith Leyster, holländsk målare.
- 13 februari – Karl X Gustav, kung av Sverige sedan 1654.
- 6 augusti – Diego Velásquez, spansk målare.
- 27 september – Vincent de Paul, fransk romersk-katolsk präst och ordensgrundare, helgon.
- 4 oktober – Francesco Albani, italiensk målare.
- 5 november – Alexandre de Rhodes, fransk jesuitmissionär.
- 15 december – Martino Longhi den yngre, italiensk arkitekt under den romerska högbarocken.

### Fotnoter
1. ↑  Det hände i dag